# 千本氏
千本氏（せんぼんし）は、那須七騎に列せられる日本の氏族のひとつ。

## 概要

### 出自
那須与一の兄、為隆が下野国千本を賜った際に千本氏を名乗った。為隆は建久年間（1190年 - 1198年）に千本城を築城。以後、千本氏の居城となった。　

### 鎌倉時代から建武政権
承久3年（1221年）の承久の乱の際には、2代当主信隆が北条朝時に従って上洛。朝廷軍との戦いで功を挙げた。また、鎌倉時代末期の元弘の乱では6代当主経隆が新田義貞に従い幕府軍と戦った。建武2年（1335年）の中先代の乱の際には、義貞の下で後醍醐天皇の警護にあたった。

### 室町時代から安土桃山時代
15世紀の初め、主家の那須氏が分裂した際には下那須氏に属した。永享11年（1439年）に起きた永享の乱では、関東管領上杉憲実の下で足利持氏の軍を破る活躍をしている。
天文20年（1551年）、千本資俊が主君であった那須高資を千本城にて殺害。これは喜連川五月女坂の戦いで戦死した宇都宮尚綱の仇を討つために、宇都宮家の武将芳賀高定が那須家中の内紛を利用したものであった。那須家では資俊討伐の声も上がったが実行されることはなく、那須家当主となった資胤が、資俊による高資殺害を古河公方足利義氏に謝罪することによってことなきを得た。その後、資俊は治部内山の戦いや大崖山の戦いなどで戦功を挙げた。また元亀3年（1572年）には、佐竹家の佐竹義斯と対談し那須家と佐竹家の和睦を成功させるなど、那須家中において重要な役割を果たした。
資胤の死後、資俊の嫡子である資政が妻であった大関高増の娘と離縁する。これに立腹した高増は、主君の資晴に千本氏を討つことを勧め承認を得ると、資俊・資政親子は烏山に所在する太平寺へおびき出され殺害される。これにより千本氏の血筋は途絶えた。千本氏の遺領の一部は高増とその弟たちに分割され、残りは茂木治清の子である義政に分配された。千本城に入った義政は千本義隆と名乗った。
天正17年（1589年）8月、豊臣秀吉から招集を受けたがこれに遅参する。そのことを咎められ、所領の下野国内30か村のうち23か村を没収された。天正18年（1590年）の小田原征伐では豊臣方として参陣し、秀吉より下野国芳賀郡内2070石を安堵する旨の朱印を賜る。那須家は小田原に遅参したことにより改易、これにより千本氏は独立を果たした。朝鮮出兵の際には名護屋城まで赴いているが渡航はしていない。
慶長5年（1600年）の会津征伐の際には、千本義定が命を受けて黒羽城の加勢に赴いた。このとき300石の加増を受けるとともに、宇都宮にて徳川秀忠より郷義弘の太刀を賜っている。関ヶ原の戦いが起こると、江戸に妻らを人質に差し出し徳川方に恭順の意を示した。
慶長7年（1602年）に、前年の竹貫重光追討の功によって3870石に加増され、大身旗本となった。

### 江戸時代以降
慶長19年（1614年）の大坂冬の陣では本多正信の下で平野口を守備、翌慶長20年の大坂夏の陣でも正信の下で河内国須郡を守備し、落武者の首級58を挙げた。
義定が没すると、江戸幕府は後継ぎとして病弱な嫡子千本義昌ではなく義昌の子の義等を指名。義昌もこれに異論はなく隠居した。しかし義等は子がないまま父に先立って死去、末期養子の禁により千本氏は改易となった。その後義昌の次男の和隆が200石（後に1050石）で再興し、明治維新に至った。